# 別對我的女人出手
《別對我的女人出手》（日语：ボクの女に手を出すな）是日本的驚悚電影，於1986年由日本東映公司發行。

## 概要
本片改編自桑原讓太郎的同名小說，故事講述不良少女黑田瞳成為一個有錢人的家庭教師後捲入綁架事件的故事。

## 製作
- 導演：中原俊（日语：中原俊）
- 編劇：齋藤博（日语：斎藤博 (脚本家)）、中原俊
- 音樂：川村榮二（日语：川村栄二）
- 主題曲：小泉今日子『木枯しに抱かれて』 （寒風中的擁抱）
- 插曲：長山洋子（日语：長山洋子）『ヴィーナス（日语：ヴィーナス (長山洋子の曲)）』 （Venus）
- 片長：95分鐘

## 演員
- 小泉今日子：黑田瞳
- 石橋凌：加島和也
- 河原崎次郎（日语：河原崎次郎）：白木功
- 金子美香（日语：金子美香）：本城美知子
- 山田哲平：米倉進
- 千石規子（日语：千石規子）：大家
- 山田辰夫（日语：山田辰夫）：會田佑介
- 高田純次（日语：高田純次）：酒店客人
- 夏八木勳（日语：夏八木勲）：津山道夫
- 肉戶錠（日语：宍戸錠）：酒吧「Butch」的主人
- 岩崎加根子（日语：岩崎加根子）：水谷喜代
- 森下愛子（日语：森下愛子）：米倉妙子
- 內村光良：港口青年1
- 南原清隆：港口青年2

## 獎項
| - 第60屆電影旬報十佳獎（1987年） - 「最佳男新人獎」：石橋凌 |

## 外部連結
- 互联网电影数据库（IMDb）上《別對我的女人出手》的资料（英文）
- 1986年台視《電視周刊》相關報導（页面存档备份，存于）